# رونالد أوغوينو
رونالد أوغوينو (بالإسبانية: Ronald Eguino)‏ (20 فبراير 1988 بكوتشابامبا في بوليفيا - ) هو مدرب كرة قدم ولاعب كرة قدم بوليفي في مركز الدفاع. شارك مع منتخب بوليفيا لكرة القدم. أما مع النوادي، فقد لعب مع نادي بوليفار ونادي ريال بوتوسي.

## وصلات خارجية
- رونالد أوغوينو على موقع قاعدة بيانات كرة القدم.إي يو (الإنجليزية)
- رونالد أوغوينو على موقع ناشيونال فوتبول تيمز (الإنجليزية)
- رونالد أوغوينو على موقع Soccerway.com (الإنجليزية)
- رونالد أوغوينو على موقع AS.com (الإسبانية)